# Kalmiški kanat
Kalmiški kanat (kalmiško Хальмг хана улс, Halimg  hana uls, rusko  Калмыцкое ханство, Kalmickoe hanstvo) je bio ojratski mongolski kanat v Evrazijski stepi. Njegovo ozemlje je obsegalo sedanjo Kalmikijo in bližnja področja severnega Kavkaza, vključno s Stavropolom in Astrahanom. Kalmiki so med svojo neodvisnostjo vdirali v Carsko  Rusijo ali bili njeni zavezniki. Udeležili so se več pohodov proti Krimskim Tatarom, Osmanskemu cesarstvu, sosednjim muslimanskim plemenom in v pogorje severnega Kavkaza. Kanat je leta 1771 anektiralo Rusko carstvo.

## Zgodovina

### Obdobje samostojnosti (1630-1724)
Po prihodu na območje spodnje Volge leta 1630 so se Ojrati ustalili na ozemlju, ki je bilo nekoč del Astrahanskega kanata, takrat pa je bilo v domeni Carske Rusije. Ozemlje južno od Saratova do ruskega garnizona v Astrahanu ter vzhodno in zahodno od Volge je bilo redko poseljeno. Carska vlada ni bila pripravljena kolonizirati tega območja, vendar ni mogla preprečiti naselitve Ojratov, trudila pa se je preprečiti, da bi se Ojrati povezali s svojimi turško govorečimi sosedi.
Ojrati so hitro utrdili svoj položaj, tako da so izgnali večino domačih prebivalcev Nogajske horde. Velike skupine Nogajcev so pobegnile proti  jugovzhodu  na severno kavkaško nižino in na zahod proti črnomorski stepi, ki si jo je lastil Krimski kanat, vazal ali zaveznik Osmanskega cesarstva. Manjše skupine Nogajcev so iskale zaščito ruskega garnizona v Astrahanu. Preostala nomadska plemena so postala vazali Ojratov.
Odnosi med Rusi in Ojrati so bili sprva napeti.  Roparski vpadi  Ojratov v ruska naselja  ter kozakov in Baškircev (muslimanski ruski vazali) v oiratske tabore so bili povsem običajni. Rusi so poskušali zagotoviti zvestobo Ojratov in njihovo vojaško pomoč s številnimi prisegami in podpisanimi sporazumi, vendar so njihovo zvestobo šteli samo za formalno.
Ojrati so si vladali v skladu z dokumentom, imenovanim Veliki zakonik nomadov (Iki Tsaadzhin Bichig). Zakonik  so leta 1640 sprejeli njihovi bratje iz Džungarije in nekateri vzhodni Mongoli, ki so se zbrali blizu gore Tarbagatai v Džungariji, da bi razrešili svoje spore in se združili pod zastavo sekte Gelugpa. Čeprav združitev ni bil dosežena, so voditelji na zboru Zakonik potrdili, ker je  urejal vse vidike njihovega nomadskega življenja.
Da bi utrdili svoj položaj, so Ojrati postali obmejna sila in pogosto sklepali zavezništva s Carsko Rusijo proti sosednjim muslimanskim ljudstvom. Med vladanjem Ajuka Kana so postali politično in vojaško pomembni, ker je  carska vlada potrebovala podporo njihove konjenice na svojih pohodih  proti muslimanskim silam na jugu, predvsem proti Perziji, Osmanskemu cesarstvu, Nogajcem, Kubanskim Tatarom in Krimskemu kanatu.  Ajuka Kan se je vojskoval tudi s Kazahi, si pokoril Mangišlaške Turkmene in izvedel več pohodov v  visokogorje severnega Kavkaza. Ti pohodi so pokazali strateški pomen Kalmiškega kanata, ki je deloval kot varovalni pas med Rusijo in muslimanskim svetom. Rusija se je namreč v tem času vojskovala predvsem v Evropi, da bi se uveljavila kot evropska sila.
Ruska vlada je spodbujala podporo ojratske konjenice na svojih vojaških pohodih z denarnimi plačili in darili ojratskemu kanu in visokemu plemstvu. V tem pogledu je carska vlada z Ojrati ravnala tako kot s kozaki. Denarna plačila in darila niso  ustavila vzajemnega ropanja in nespoštovanja danih obljub.
Druga pomembna spodbuda, ki jo je caristična vlada dala Ojratom, je bil brezcarinski dostop do trgov ruskih obmejnih mest, kjer jim je bilo dovoljeno, da so svoje domače živali in izdelke in izdelke svojih muslimanskih sosedov zamenjavali za rusko blago. Trgovanje je potekalo tudi s sosednjimi turškimi plemeni pod ruskim nadzorom, kot so bili Tatari in Baškirci. Vzajemno sklepanje porok je postalo običajno. Takšni pogoji trgovanja so Ojratom prinašali velike finančne in drugačne koristi. Takšen trgovinski režim je trajal od vladavine Ho Orluka leta 1630 do konca Kalmiškega kanata leta 1724. 
Kalmiški kanat je dosegel vrhunec vojaške in politične moči med vladanjem Ajuka Kana.  Kanat je doživel gospodarsko blaginjo zaradi proste trgovine z ruskimi obmejnimi mesti, Kitajsko, Tibetom in svojimi muslimanskimi sosedi. Ajuka Kan je ohranjal tudi tesne stike s svojimi sorodniki Oirati v Džungariji in celo dalajlamo v Tibetu.

## Invazije, vojne in roparski pohodi
- 1603: Kalmiki napadejo Hivski kanat in opustošijo del Buharskega kanata]][4]
- 1607: velik vojaški spopad s Kazaškim kanatom.
- 1619: Kalmiki podjarmijo Nogajce.
- 1620: Kalmiki napadejo Baškirijo.
- 1635: Zimska vojna proti Astrahanskim Tatarom.
- 1645: Kalmiki napadejo Kabardijo na severnem Kavkazu.
- 1650: Kalmiki napadejo Astarabadsko regijo (severovzhodni Iran) in pošljejo delegacijo k perzijskemu šahu.
- 1658: Uspešen pohod proti Krimskim Tatarom in Nogajcem.
- 1660: Kalmiki v  Tomsku pobijejo veliko moških in odpeljejo v ujetništvo več kot sedemsto žensk in otrok.
- 1661: 11. junija začnejo Kalmiki vojno s krimskim kanom.
- 1666: Kalmiki se na tahtevo ruske vlade udeležijo spopadov v Ukrajini proti Tatarom, Turkom in Poljakom.
- 1668: Združena vojska Kalmikov in kozakov se udeleži pohoda proti Krimskemu kanatu.
- 1676: Del Kalmikov pod vodstvom Mazana Batirja sodeluje v rusko turški vojni (1676-1681).
- 1676: Kalmiki se povežejo s Karbadijci, da bi zaustavili napredovanje turško-krimske vojske proti Kijevu in  Čugujevu.
- 1678: Kalmiki in kozaki odbijejo in nato porazijo vojsko krimskega kana Murata Geraja.
- 1680: Kalmiki napadejo Penzo.
- 1684: Ajuka Kanov uspešen vojni pohod proti Kazahom, Turkmenom in Karakalpakom.
- 1696: Kalmiki sodelujejo v osvojitvi Azova.
- 1698: Kalmiki  napadejo Krimske Tatare južno od  Rusije in Ukrajine.
- 1700: Kalmiki aktivno sodelujejo v veliki severni vojni, vključno z bitko pri Poltavi.
- 1711: 20.474 Kalmikov in 4.100 Rusov napade Kuban, ubije 11.460 Nogacev in 5.060 drugih in se vrne s plenom 2.000 kamel, 39.200 konj, 190.000 glav živine, 220.000 ovac in 22.100 ujetniki, med njimi samo 700 odraslih moških. Na poti domov se spopadejo in porazijo Nogajce, ki so se vračali z vojnega pohoda, in osvobodijo 2.000 ruskih ujetnikov.[5]
- 1735: Kalmiki sodelujejo v rusko-turški vojni.
- 1735: Kalmiki uspešno napadejo Kuban in Krim.
- 1741: Oddelki Kalmikov sodelujejo v rusko-švedski vojni.
- 1756-1761: Kalmiki sodelujejo v sedemletni vojni.

#### Od Ojratov do Kalmikov
V preteklosti so se zahodnomongolska plemena identificirala po svojih plemenskih imenih. Štiri glavna zahodnomongolska plemena so najverjetneje v 15. stoletju izoblikovala plemensko zvezo in izbrala skupno ime  "Dörben Ojrat". Po razpadu zveze so zahodnomongolska plemena preprosto poimenovali "Ojrat". V začetku 17. stoletja je nastala druga velika ojratska država, imenovana Džungarski kanat. Medtem ko so Džungarji (sprva plemena Horos, Dörbet in Hoit) ustanavljali svoj imperij v zahodni notranji Aziji, so Košuti v Tibetu ustanovili Košutski kanat in zaščitili sekto Gelugpa pred njenimi sovražniki, Torguti pa so ob spodnji Volgi ustanovili Kalmiški kanat.
Ko so Ojrati utrdili svoj položaj, so se začeli identificirati kot "Kalmiki". To ime naj bi jim dali muslimanski sosedje, kasneje pa so ga od njih prevzeli tudi Rusi. Ojrati so to ime uporabljali samo v svojih stikih s tujci, se pravi s svojimi ruskimi in muslimanskimi sosedi. Med seboj so še vedno uporabljali svoja plemenska, klanska in druga imena. 
Imena Kalmik niso takoj sprejela vsa ojratska plemena ob spodnji Volgi. Še leta 1761 so košutski in džungarski begunci iz Dinastije Čing sebe imeli izključno za Ojtate. Imenu so strogo nasprotovali tudi Torguti.
Evropski znanstveniki so vse Zahodne Mongole kolektivno opredelili kot Kalmike, ne glede na njihovo lokacijo. Pri tem so se sklicevali na muslimanske vire, ki so za Ojrate tradicionalno uporabljali naziv Kalmik. Naziv je imel poniževalen prizvok. Kitajski in mongolski Ojrati so namesto tega imena uporabljali naziv Ojrat ali plemenska imena, na primer Košut, Dörbet, Horos, Torgut, Hoit, Bajid, Mingat in druga.
Sčasoma so potomci Ojratov ob spodnji Volgi sprejeli ime Kalmik, ne glede na njihovo lokacijo, na primer v Astrahanu, donski kozaški regiji,  Orenburgu, Stavropolu, Tereku in Uralu. Drugo splošno sprejeto ime je "Ulan Zalata" (dobesedno "Rdeči gumbi").

## Zmanjšanje samostojnosti in ukinitev (1724-1771)
Po smrti Ajuka Kana leta 1724 so postale politične razmere v Kalmiškem kanatu nestabilne, ker so si različne frakcije prizadevale priti na njegov položaj, carska vlada pa je začela  postopoma zmanjševati njegovo avtonomijo. Obe politiki sta, med drugim, spodbudili ustanavljanje ruskih in nemških naselij na pašnikih, ki so jih Kalmiki uporabljali za pašo  svoje živine. Carske vlada je razen tega kalmiškemu kanu vsilila vladni svet, ki je porušil njegovo avtoriteto, obenem pa še naprej pričakovala,  da bo zagotavljal konjeniške enote, ki se bodo borile v imenu Rusije. Ruska pravoslavna cerkev je po svoji strani pritiskala na Kalmike, naj sprejmejo pravoslavje. Sredi 17. stoletja so bili Kalmiki vedno bolj razočaran nad priseljenci in vmešavanjem v svoje notranje zadeve.
Pozimi 1770-1771 se je Ubaši Kan, vnuk Ajuka Kana in zadnji kalmiški kan, odločil vrniti svoje ljudstvo v njegovo pradomovino Džungarijo, ki je bila takrat pod oblastjo dinastije Čing. Dalajlamo je zaprosil, da odhod blagoslovi in določi njegov datum. Dalajlama je po posvetu in pregledu astoloških kart določil datum, zaradi odjuge in talitve ledu na Volgi pa so lahko na pot odšli samo Kalmiki z levega brega reke. Kalmiki z desnega brega so bili primorani ostati doma. 
Pod vodstvom Ubaši Kana se je na pot v Džungarijo odpravilo okoli 200.000 Kalmikov. Ubaši Kanu je sledilo približno pet šestin Torgutov, katerim se je pridružila večina Košutov, Horosov in Hojtov. Dörbeti so se odločili, da bodo ostali.  Kalmiki, ki so se naselili na ozemlju dinasije Čing,  so postali znani kot Torguti. Kasnejši priseljenci so se imenovali imenoval Novi Torgui. 
Ocene števila izseljencev so različne – od 150.000 in 400.000 ljudi, ki so s seboj gnali kar šest milijonov živali (govedo, ovce, konji, kamele in psi). V Džungarijo  je zaradi napadov, naporov, žeje in lakote prišlo samo približno 66.000 preživelih.
Potem, ko ni uspela ustaviti bega, je Katarina Velika ukinila Kalmiški kanat, vse njegove vladne pristojnosti pa prenesla na guvernerja Astrahana. Položaj kalmiškega kana je bil ukinjen. Najvišji uradniški položaj, ki so ga priznali Kalmikom, je bil podkan, ki ga je zasedal najviše rangirani kalmiški knez. Po imenovanju podkana je carska vlada postala organ, ki je odločal o vseh kalmiških zadevah.

## Seznam kalmiških kanov
- Ho Orluk (1633-1644)
- Šukur Dajčin  (1644-1661)
- Mončak (1661-1672)
- Ajuka (1672-1724)
- Ceren Donduk (1724-1735)
- Donduk Ombo (1735-1741)
- Donduk Daši  (1741-1761)
- Ubaši (1761-1771)
- Dodbi (1771-1781)
- As Saraj (1781)